# 1992 EX17
1992 EX17 är en asteroid i huvudbältet som upptäcktes den 3 mars 1992 av UESAC vid La Silla-observatoriet.
Asteroiden har en diameter på ungefär 5 kilometer.